# Sugar (Natalia-Gordienko-Lied)
SUGAR (englisch für Zucker) ist ein englischsprachiger Popsong, welcher von Filipp Kirkorow und Dimitris Kontopoulos komponiert wurde. Der Text stammt von russischen Unternehmer Michail Guzerijew und Sharon Vaughn. Mit dem Titel hat die moldauische Sängerin Natalia Gordienko die Republik Moldau beim Eurovision Song Contest 2021 in Rotterdam vertreten. Am 20. Mai 2021 qualifizierte sich der Titel für das Finale und belegt dort den 13. Platz mit 115 Punkten.

## Hintergrund und Produktion
Natalia Gordienko sollte ursprünglich die Moldau beim Eurovision Song Contest 2020 mit dem Titel Prison vertreten, jedoch wurde der Wettbewerb aufgrund der COVID-19-Pandemie abgesagt. Im Juli 2020 gab die Rundfunkanstalt Teleradio-Moldova bekannt, dass Gordienko das Land 2021 vertreten werde.
Der Titel SUGAR wurde vom sog. Dream Team um Filipp Kirkorow und Dimitris Kontopoulos erschaffen. Beide komponierten den Titel, während Kontopoulos mit Dmitri Agafonow für die Produktion zuständig war. Der Text entstand durch Michail Guzerijew und Sharon Vaughn. Das Mastering wurde von Tom Porcell durchgeführt, für die Abmischung war Andrei Konoplew zuständig. Der Begleitgesang stammt von Victoria Chalkitis.
Laut der Sängerin kam Kontopoulos während eines Cafébesuches die Idee des Titels, als er eine Tüte Zucker öffnete.

## Musik und Text
Gordienko wird zu Anfang des Liedes nur durch den Bass begleitet, wobei die Instrumentierung durch Synthesizer und Drum Machine bis in den ersten Pre-Chorus hinein zunehmend komplexer wird. Die Dynamik erreicht ihre Höhepunkte in kurzen Instrumentals um den Refrain sowie vor der Bridge und danach. Im Gegensatz zum gewöhnlichen Aufbau wird der Refrain nach der Bridge nicht wiederholt.
Die Sängerin singt in SUGAR von einer Energie, die von ihr Besitz ergriffen habe und eine Person bittet, vorbeizukommen, damit diese ihr „Zucker“ („Sugar“) geben könne. In der Bridge wird impliziert, dass es sich beim genannten „Zucker“ um die Lippen des Gegenübers handelt („Your lips are hot and sweet, I feel it to my knees, now I want only one sugar, sugar on my tongue“, deutsch „Deine Lippen sind heiß und süß, ich fühle es bis in die Knie. Ich möchte nur ein Stück Zucker auf meiner Zunge.“).

## Beim Eurovision Song Contest
Die Europäische Rundfunkunion kündigte am 17. November 2020 an, dass die ausgeloste Startreihenfolge für den 2020 abgesagten Eurovision Song Contest beibehalten werde. Moldau trat somit in der ersten Hälfte des zweiten Halbfinale am 20. Mai 2021 an. Am 30. März gab der Ausrichter bekannt, dass die Moldau die Startnummer 7 erhalten hat.
Tänzer bei der Choreographie waren Maxim Bondar, Kostya Vechersky, Slva und der vom ESC 2014 bekannte ukrainische Mann aus dem Hamsterrad, Igor Kuleshyn. Genau so wie auf der Aufnahme stammt der Bühnenhintergrundgesang ebenfalls von der Griechin Victoria Chalkitis.
Die Choreographie stammt von dem Griechen Fokas Evangelinos, welcher bereits zahlreiche ESC-Top 3-Beiträge choreographiert hat, u. a. Griechenland 2005, Aserbaidschan 2013 und Russland 2016.

### Halbfinale 2
Am 20. Mai 2021 qualifizierte sich der Titel im zweiten Halbfinale mit 179 Punkten auf Platz 7 für das Finale. Im Halbfinale konnte der Titel mit Abstand die meisten 12-Punkte im Televoting erreichen (Tschechien, Estland, Lettland, San Marino, Frankreich, Griechenland, Portugal und Serbien) und bei den Juries zwei Mal (Bulgarien, Griechenland).

### Finale
Gordienko startete an vierzehnter Startposition. Im Finale erreichte der Titel 115 Punkte und kam somit auf Platz 13. Von den Zuschauern bekam der Titel 12 Punkte aus Rumänien und Tschechien, die Juries aus Bulgarien und Russland vergaben für Gordienko 12 Punkte. Während der Aufführung im Finale fiel das Mikrophon zu Beginn der zweiten Strophe herunter. Es konnte rasch aufgehoben werden, doch Gordienko setzte verspätet ein, sodass kurzzeitig nur der aufgezeichnete Hintergrundgesang und der live gesungene Hintergrundgesang von Victoria Chalkitis zu hören war.

## Veröffentlichung
Der Titel wurde am 4. März 2021 im Rahmen einer Veranstaltung im Moskauer CRAVE-Theater präsentiert. Am selben Tag erschien die Single außerdem als Musikstream. Das zugehörige Musikvideo wurde unter der Regie von Katja Zaryk gedreht. Anfang April veröffentlichte Gordienko eine russischsprachige Version mit dem Titel Tus Bubi (туз буби).